# Dolopichthys karsteni
Dolopichthys karsteni är en fiskart som beskrevs av Leipertz och Pietsch, 1987. Dolopichthys karsteni ingår i släktet Dolopichthys och familjen Oneirodidae. Inga underarter finns listade i Catalogue of Life.